# Thomas McKenny Hughes
Thomas McKenny Hughes (* 17. Dezember 1832 in Aberystwyth; † 9. Juni 1917 in Cambridge) war ein britischer Geologe und Paläontologe.
Hughes war eines von neun Kindern des walisischen Bischofs Joshua Hughes (1807–1889), besuchte die Schule in Leamington und Llandovery und studierte ab 1853 am Trinity College der Universität Cambridge, wo er unter anderem bei Adam Sedgwick Geologie hörte. 1857 machte er seinen Abschluss (viel später erhielt er 1867 einen M. A. Abschluss in Cambridge). 1860/61 war er Sekretär des britischen Konsuls in Rom, Charles Newton. Dort begann er sich für Archäologie zu interessieren und sammelte Fossilien in der Umgebung Roms. Nach der Rückkehr 1861 arbeitete er für den Geological Survey unter Roderick Murchison. Er arbeitete während dieser Zeit unter anderem im Lake District, wo er Fossilien des Silur sammelte, in Westmoreland, Cumberland und Yorkshire (Yorkshire Dales). Ab den 1870er Jahren korrespondierte er mit Charles Lyell, mit dem er auch Reisen unternahm. Ab 1873 war er Woodwardian Professor für Geologie in Cambridge als Nachfolger von Adam Sedgwick, was er bis 1917 blieb. Im Jahr 1882 heiratete er Mary Caroline Weston. 1883 wurde er Fellow des Clare College. Hughes initiierte auch die Gründung des nach Sedgwick benannten geologisch-paläontologischen Museums in Cambridge (1904). Er war ein bedeutender Lehrer, der Cambridge mit seinen Schülern zu einem der führenden Ausbildungszentren für Geologen in England machte.
Er befasste sich vor allem mit dem Präkambrium und Paläozoikum von Wales und dem Lake District.
1889 wurde er Fellow der Royal Society und 1891 erhielt er die Lyell-Medaille. 1862 wurde er Vizepräsident der Geological Society of London. Ihm zu Ehren benannt ist der Hughes-Gletscher in der Antarktis.
Sein Nachlass befindet sich größtenteils im Sedgwick Museum of Earth Sciences, teilweise auch in der Cambridge University Library.